# Agathokles (Sohn des Lysimachos)
Agathokles (altgriechisch Ἀγαθοκλῆς Agathoklḗs; † 283/282 v. Chr.) war der älteste Sohn und designierter Erbe des Diadochenherrschers Lysimachos. Seine Mutter war wahrscheinlich Nikaia, Tochter des Antipater und erste Ehefrau des Lysimachos. Agathokles hatte zwei Schwestern: Eurydike und Arsinoë I.
Agathokles diente seinem in Thrakien und Westkleinasien herrschenden Vater schon in jungen Jahren als Feldherr. In einem Feldzug gegen die Geten unter deren König Dromichaetes um 292 v. Chr. geriet er in deren Gefangenschaft, wurde von diesen aber mit Geschenken wieder zu seinem Vater zurückgeschickt, da sie mit Lysimachos zu einem friedlichen Einvernehmen gelangen wollten. Der aber führte persönlich einen weiteren Feldzug gegen diese an und geriet dabei selbst in deren Gefangenschaft. Erst darauf war Lysimachos bereit, einen Frieden mit den Geten zu schließen. Nach der Rückkehr des Agathokles aus der Gefangenschaft wurde er von seinem Vater aus politischen Gründen mit Lysandra, Tochter des Ptolemaios I., verheiratet.
Nachdem sein Vater 287 v. Chr. auch König von Makedonien geworden war, wurde Agathokles der voraussichtliche Erbe des größten Teils des heutigen Griechenland und der Türkei. Im selben Jahr wehrte er den Angriff des Demetrios Poliorketes auf Kleinasien (fünfter Diadochenkrieg) ab und drängte ihn über den Taurus in das von Seleukos beherrschte Kilikien ab. Er versperrte anschließend die Gebirgspässe des Taurus und schnitt dadurch Demetrios den Weg an das Meer ab, worauf dieser zuerst den Ausgleich mit Seleukos suchte, um sich diesem 286 v. Chr. letztlich gezwungenermaßen zu ergeben.
Als ältester Sohn und aufgrund seiner militärischen Erfolge galt Agathokles als Nachfolger des Lysimachos. Dieser hatte inzwischen Arsinoë II. geheiratet, Tochter des Königs Ptolemaios I. von Ägypten und Halbschwester von Agathokles’ Frau Lysandra. Arsinoë II. gebar Lysimachos drei Kinder: Ptolemaios, Lysimachos d. J. und Philippos. In Folge ergaben sich politische Spannungen wegen der Nachfolgefrage, die 283/282 v. Chr. zum gewaltsamen Tod des Agathokles führten. Die Quellen bieten unterschiedliche Versionen. Laut Memnon habe Lysimachos, von Arsinoë II. beeinflusst, Agathokles vergiften wollen, was jedoch nicht gelungen sei. Danach habe er ihn wegen Hochverrats ins Gefängnis geworfen, wo er von Ptolemaios Keraunos, dem Bruder von Arsinoë II., ermordet worden sei. Iustinus gibt dagegen an, dass der Giftanschlag gelungen sei. Pausanias erläutert zwei Versionen, in denen aber die Schuld durchgängig bei Arsinoë II. liegt. Sie habe um ihre Kinder gefürchtet oder sei von Agathokles als Geliebte zurückgewiesen worden und habe ihm deshalb nach dem Leben getrachtet. Lysimachos habe erst nach der Ermordung von Arsinoës II. Schuld erfahren, dann aber aus Machtlosigkeit nichts unternommen.
Agathokles’ Witwe, sein Halbbruder Alexander und seine Anhänger flohen darauf zu Seleukos. Der erklärte sich zum Rächer des Agathokles und tötete Lysimachos 281 v. Chr. in der Schlacht von Kurupedion (sechster Diadochenkrieg).